# Преступность в Бутане
В Бутане уровень преступности очень низкий. Иногда сообщается о мелких преступлениях. Насильственные преступления крайне редки. Встречаются случаи наркомании, а также есть проблема со злоупотреблением алкоголем. Но, в общем, незаконный оборот наркотиков является низким. Наиболее серьёзную угрозу для Бутана представляют различные индийские сепаратистские организации, имеющие свои базы на территории страны.

## Общие сведения
Тяжкие преступления были очень редки в Бутане на протяжении большей части XX века. Были сообщения о росте преступности начиная с 1980 года и в начале 1990-х годов. Основными причинами роста преступности являются приток иностранной рабочей силы, увеличение экономического неравенства, а также расширение контактов с зарубежными культурами.
В июне 1999 года Бутан стал последней страной в мире, в которой появилось телевидение. Телевидение часто рассматривается как несовместимое с бутанской культурой и считается причиной роста преступности. Бутанская газета Kuensel писала: 

Мы впервые видим неполные семьи, детей, бросивших школу, и другие негативные стороны, способствующие молодёжной преступности. Мы начинаем видеть преступления, связанные с употреблением наркотиков, — грабежи, кражи со взломом и насильственные преступления.
Исследования, проведённые бутанскими учёными, показали, что кабельное телевидение вызвало у населения желание западных товаров и привело к росту преступности.

## Преступления неполитического характера
Насильственные преступления крайне редки в Бутане. Уровень краж очень низкий. Иногда сообщается о мелких правонарушениях, таких как карманные кражи. Сравнительно с прошлыми десятилетиями увеличилось количество преступлений, совершённых несовершеннолетними. Самый высокий уровень подростковой преступности был зафиксирован в 2003 году, когда во всей стране были осуждены 63 подростка. Изнасилования случаются редко; в 1999 году было зафиксировано только 10 случаев по всей стране. Убийств также мало, в 1998 году уровень убийств составлял 2,78 случая на 100 000 человек. Бутан является источником и транзитной страной для торговли людьми. Бутанских женщин продают в другие страны для сексуальной эксплуатации, однако женщин из других стран не продают в Бутан.
В апреле 2002 года по Бутану прокатилась волна преступности. 5 апреля 2002 года было сообщено о первом случае коррупции, когда Пароп Церинг, 42-летний главный бухгалтер Государственной торговой корпорации, был обвинён в хищениях. В апреле 2003 года были зафиксированы четыре случая тяжких преступлений и преступлений, совершённых «белыми воротничками».
В Индексе восприятия коррупции в 2007 году Бутан находился на 46 месте среди 179 стран, а в 2009 году — на 49 месте среди 180 стран (наименее коррумпированные страны находятся в верхней части списка). По шкале от 0 до 10 (0 — самые коррумпированные страны и 10 — страны без коррупции) Transparency International присвоило Бутану рейтинг 5,0.

## Преступления, связанные с наркотиками
Свободная торговля с соседней Индией, наличие прозрачных границ и беженцы сделали Бутан уязвимым для незаконного оборота наркотиков. Бутан близко расположен к некоторым районам Непала и Северо-Восточной Индии, где употребление инъекционных наркотиков является относительно распространённым. Из-за такого географического положения Бутан также становится уязвимым для распространения внутривенного употребления наркотиков. Марихуана, которая в Бутане растёт как кустарник, до появления телевидения использовалась только в качестве корма для свиней. Однако за последние годы были арестованы сотни человек за её употребление. В Тхимпху и на юге Бутана растёт употребление амфетаминов и бензодиазепинов, которые контрабандой доставляются из Индии. Тем не менее незаконный оборот наркотиков и производство опиума, каннабиса и других наркотиков не является серьёзной проблемой в стране.
Очень большой проблемой в стране является злоупотребление алкоголем. Почти 80 % дел, возбужденных по факту насилия в семье, связаны со злоупотреблением спиртным.
Ниже приведены некоторые сведения, связанные с употреблением наркотиков в Бутане:
- Большинство потребителей наркотиков составляют мужчины и студенты[8].
- Возраст большинства потребителей наркотиков — до 25 лет[8].
- Всё больше молодёжи употребляют несколько наркотиков[8].
- В Бутане есть случаи внутривенного употребления наркотиков, однако их крайне мало по сравнению с другими странами региона[8].
- Из-за социальной стигматизации наркоманов трудно в целом охарактеризовать ситуацию в стране[8].

Правительство Бутана приняло ряд мер для борьбы с этими явлениями. Бутан присоединился к Конвенции ООН о борьбе против незаконного оборота наркотических средств и психотропных веществ (1988). Были внесены поправки в Гражданский и Уголовно-процессуальный кодексы (2000), приняты законы о налоге с продаж, таможенном и акцизном сборах (2000), Уголовный кодекс Бутана (2004), а также Закон о наркотических средствах, психотропных веществах и злоупотреблении алкоголем и наркотиками (2005). В 2004 году была запрещена продажа табачных изделий гражданам Бутана, таким образом Бутан стал первой страной в мире, где был введён запрет на продажу сигарет. Нарушившие запрет приговариваются к штрафу $210, а владельцы магазинов и гостиниц, замеченные в незаконной продаже табака, лишаются лицензий. Карма Церинг, начальник таможни, заявил: «Если какой-либо иностранец будет пойман на продаже табачных изделий гражданам Бутана, ему будет предъявлено обвинение в контрабанде». Однако в стране процветает чёрный рынок табака.

## Терроризм
Многие сепаратистские организации из Индии создали тренировочные лагеря на юге Бутана. В 2002 году на территории Бутана свои базы имели Объединённый фронт освобождения Ассама (ULFA), Национально-демократический фронт Бодоланда (NDFB) и Тигры освобождения Бодоланда (BLTF). Террористы принимали участие в убийствах, вымогательствах и похищении людей. Под большим давлением со стороны правительства Индии, Бутан предъявил террористам ультиматум, чтобы они покинули страну, а в декабре 2003 года Королевская бутанская армия, при поддержке спецназа пограничных войск, начала военную кампанию против мятежников. Было уничтожено 30 военных лагерей сепаратистов. Однако есть опасения, что террористы попытаются совершить ответное нападение на Бутан. 5 сентября 2004 года в Гелепху была взорвана бомба, в результате чего погибли двое и были ранены 27 человек. В теракте подозревают Национально-демократический фронт Бодоланда.
Правительство Бутана предприняло ряд правовых и военных действий для борьбы с терроризмом. 4 сентября 2004 года было осуждено 111 человек на сроки от четырёх лет до пожизненного лишения свободы за помощь террористическим организациям, незаконно пребывавшим на территории Бутана. Среди осужденных были государственные служащие, бизнесмены и рабочие.